# Pierrefitte-sur-Sauldre

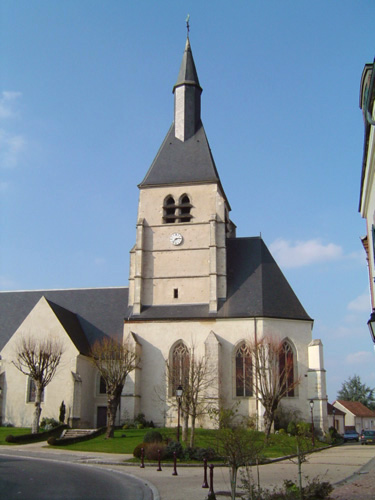
Kerk

Pierrefitte-sur-Sauldre is een gemeente in het Franse departement Loir-et-Cher (regio Centre-Val de Loire) en telt 854 inwoners (2005). De plaats maakt deel uit van het arrondissement Romorantin-Lanthenay.

## Geografie
De oppervlakte van Pierrefitte-sur-Sauldre bedraagt 75,9 km², de bevolkingsdichtheid is 11,3 inwoners per km².
De onderstaande kaart toont de ligging van Pierrefitte-sur-Sauldre met de belangrijkste infrastructuur en aangrenzende gemeenten.

## Demografie
Onderstaande figuur toont het verloop van het inwonertal (bron: INSEE-tellingen).